# Бајеров
Бајеров (слч. Bajerov) насељено је мјесто са административним статусом сеоске општине (слч. obec) у округу Прешов, у Прешовском крају, Словачка Република.

## Становништво
| Година:    | 1994. | 2004.   | 2014.   | 2024.    |
| ---------- | ----- | ------- | ------- | -------- |
| Број људи: | 427   | 439     | 457     | 409      |
| Разлика:   |       | +2,81 % | +4,10 % | -10,50 % |

| Година:    | 2023. | 2024.   |
| ---------- | ----- | ------- |
| Број људи: | 415   | 409     |
| Разлика:   |       | -1,44 % |

Према подацима о броју становника из 2024. године насеље је имало 409 становника.